# Reveal (album The Boyz)
Reveal – pierwszy album studyjny południowokoreańskiej grupy The Boyz, wydany 10 lutego 2020 roku przez wytwórnię Cre.ker Entertainment. Płytę promował singel o tym samym tytule. Sprzedał się w nakładzie 148 611 egzemplarzy w Korei Południowej (stan na kwietnia 2021).

## Lista utworów
| CD | CD                                                       | CD | CD | CD                                          | CD      |
| Nr | Tytuł utworu                                             | Tekst | Kompozycja                                                                                              | Aranżacja                                   | Długość |
| -- | -------------------------------------------------------- | --- | --- | ------------------------------------------- | ------- |
| 1. | „Ego”                                                    | Jo Eun-oh, JQ (makeumine works), Kim Hye-ji (makeumine works) | Poptime, Kriz, Ollipop                                                                                  | Poptime                                     | 3:01    |
| 2. | „REVEAL”                                                 | Hwang Yu-bin | Drew Ryan Scott, Justin Reinstein, Phil Schwan, Sean Michael Alexander                                  | Justin Reinstein, Phil Schwan               | 3:22    |
| 3. | „Shake You Down”                                         | Kenzie | Kenzie, Andrew Choi, Moonshine                                                                          | Kenzie, Andrew Choi, Moonshine              | 3:12    |
| 4. | „Heunjeog (Scar)” (kor. 흔적 (Scar))                     | JQ (makeumine works), BOMNA (makeumine works), Jeong Jae-yeon (makeumine works), Seri (makeumine works), Kim Hye-ji (makeumine works), Sunwoo (The Boyz), Eric (The Boyz) | Evan Berard, Daniel Kim                                                                                 | Evan Berard                                 | 3:20    |
| 5. | „Salty”                                                  | Jo Yoon-kyung | Kaelyn Behr, Anthony Russo, Shaylen Carroll, Rudy Sandapa, MZMC                                         | Styalz Fuego, Rudy Sandapa                  | 3:02    |
| 6. | „Hwansang-gobaeg” (kor. 환상고백, ang. Break Your Rules) | Hwang Yu-bin, Sunwoo (The Boyz) | John Mars, Gabriel Brandes, Cazzi Opeia, Ellen Berg                                                     | John Mars                                   | 3:25    |
| 7. | „Wings” (kor. (胡蝶夢))                                  | Ji Ye-won (153/Joombas) | Hyuk Shin (153/Joombas), Jeff Lewis                                                                     | Hyuk Shin (153/Joombas), Mrey (153/Joombas) | 3:53    |
| 8. | „Sigan-ui sup (Goodbye)” (kor. 시간의 숲 (Goodbye))      | Ji Ye-won (153/Joombas) | Matthew Tishler, Park In-young, Lee Joo-hyung (MonoTree)                                                | Matthew Tishler, Park In-young              | 3:59    |
| 9. | „Spring Snow”                                            | The Boyz, Jung Yoon (153/Joombas), Moon Kim (153/Joombas) | Moon Kim (153/Joombas), KYUM LYK (153/Joombas), Sangyeon (The Boyz), Jacob (The Boyz), Kevin (The Boyz) | KYUM LYK (153/Joombas)                      | 4:04    |

## Notowania
| Lista                     | Pozycja |
| ------------------------- | ------- |
| Gaon Weekly Album Chart   | 1       |
| Oricon Weekly Album Chart | 32      |